# Ernie Zampese
Ernie Zampese, né le 12 mars 1936 à Santa Barbara (Californie) et mort le 29 août 2022, est un joueur et entraîneur américain de football américain.

## Biographie

### Enfance
Ernie Zampese fait d'abord ses études à la Santa Barbara High School où il évolue comme quarterback mais aussi comme running back, remportant le titre de meilleur joueur de la conférence CIF en 1953,. Présent également dans l'équipe de baseball, il a l'occasion de disputer les play-offs de la conférence CIF trois années de suite.

### Carrière

#### Joueur
Le Californien intègre l'université de Californie du Sud en 1954 et commence à jouer avec l'équipe de football américain des Trojans l'année suivante comme running back. Cependant, malgré de bonnes performances, Zampese est suspendu pour sa dernière année pour avoir pris un travail à côté de ses études alors qu'il bénéficie d'une bourse. Le joueur se fait également remarquer par son absentéisme lors des cours.
Non sélectionné lors de la draft 1958 de la NFL, le coureur se tourne vers le football canadien et signe avec les Rough Riders d'Ottawa en Ligue canadienne de football mais ne parvient pas à faire partie de l'équipe pour le championnat.

#### Entraîneur
Ernie Zampese embrasse le métier d'entraîneur et débute au Allan Hancock College où il est nommé entraîneur des backfields par John Madden avant de prendre les devants de l'équipe pendant deux ans. Après des débuts en NFL en 1976 chez les Chargers de San Diego et un passage comme recruteur des Jets de New York pendant deux saisons, il revient chez les Chargers et passe huit années dans le staff de Don Coryell et se montre par ses compétences offensives, San Diego dominant le classement de l'attaque durant six saisons.
En 1987, les Rams de Los Angeles le font venir pour la somme de 150 000 dollars par saison avec le rôle d'augmenter la qualité du jeu à la passe. Zampese reprend les mêmes ingrédients qu'à San Diego et il parvient à hausser le niveau de jeu de l'attaque, bien aidé par sa relation de proximité avec l'entraîneur des receveurs Norv Turner. D'ailleurs, en février 1994, le coordinateur remplace ce même Norv Turner au poste de chef de l'attaque des Cowboys de Dallas, signant un contrat de trois ans. Arrivé avec l'objectif de décrocher un Super Bowl, il remporte le numéro 30.
Après un passage médiocre du côté des Patriots de la Nouvelle-Angleterre, Ernie Zempese revient furtivement dans ses anciennes équipes des Rams et des Cowboys comme consultant, découvrant aussi les Redskins de Washington en 2004 avant de prendre sa retraite.